# Дугарь Яна Сергіївна
Яна Сергіївна Дугарь (нар. 22 листопада 1993, Полтавська область) — українська волонтерка, старший бойовий медик, сержант 25-ї повітрянодесантної бригади.

## Життєпис
Народилася на Полтавщині (за іншими дописами у Світловодську, Кіровоградської області),  спочатку здобула освіту у Світловодській школі N 3, потім у медичному коледжі Кременчука ім.  В. І. Литвиненка. А згодом  навчалась в  Полтавському ПДМУ,  так і не закінчивши.
Жила на Полтавщині, була призвана до військкомату Старого Самбору.
Після початку Російсько-української війни пішла добровольцем на фронт, служила операційна медична сестра, згодом медична сестра хірургічного відділення у військовому мобільному госпіталі № 66.
22 травня 2018 її було переведено до Десантно-штурмових військ, у званні молодшого сержанта приєдналася до 25-ї повітрянодесантної бригади. Пізніше присвоїли звання — сержант (старший бойовий медик).

## Кримінальне провадження
12 грудня 2019 Яну було заарештовано за підозрою у організації вбивства українського журналіста Павла Шеремета. За даними поліції, Яна зберігала у себе зброю та вела фотозйомку для підготовки вбивства Шеремета. Іншими підозрюваними у справі є Юлія Кузьменко та Андрій Антоненко.
Зінкевич Яна (командир медичного батальйону «Госпітальєри» та народний депутат) заявила, що Дугарь Яна була в зоні проведення бойових дій на Донбасі з 3 червня по 26 вересня 2016 року. Це твердження вона підкріпила документами.
13 грудня Яні було обрано запобіжний метод у вигляді домашнього арешту терміном до 8 лютого, вирок виніс скандально відомий суддя Сергій Вовк. 24 січня Яні було змінено запобіжний захід на нічний домашній арешт. З 20:00 до 7:00 Яна повинна перебувати у військовій частині в Гвардійському на Дніпровщині та носити електронний браслет.
13 липня 2020 Яна отримала дозвіл зняти електронний браслет та вільно переміщатися територією України. 17 липня суд додатково пом'якшив запобіжний захід для Яни, було знято деякі обмеження на спілкування із військовослужбовцями.
4 серпня 2021 суд змінив запобіжний захід із цілодобового на нічний, постановивши зняти електронний браслет. 27 вересня рішення про запобіжний захід було переглянуто, але врешті залишено без змін.

## Сім'я
Одружена, чоловік — громадянин Іраку.

## Нагороди
- орден «За мужність» III ступеня (13 червня 2017) — за особисту мужність, виявлену у захисті державного суверенітету та територіальної цілісності України, самовіддане виконання військового обов'язку[12];
- відзнака «За оборону Авдіївки»[13];
- медаль «За врятоване життя»[13];
- нагрудний знак «Знак пошани» Міністерства оборони України[13];
- нагрудний знак «За зразкову службу»[13].